# Culicoides gejgelensis
Culicoides gejgelensis är en tvåvingeart som beskrevs av Dzhafarov 1964. Culicoides gejgelensis ingår i släktet Culicoides och familjen svidknott. Inga underarter finns listade i Catalogue of Life.